# Iglesia Maradoniana

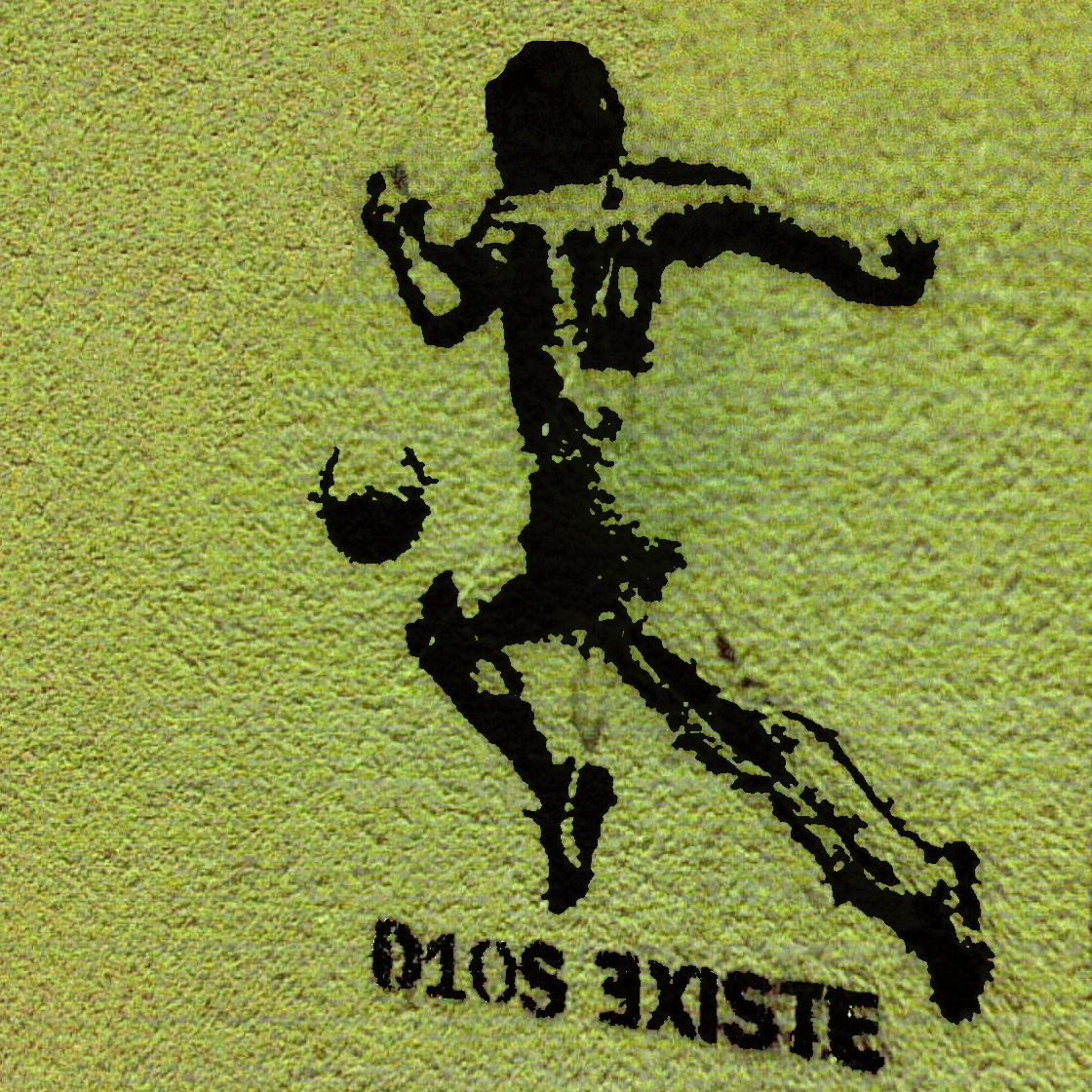
Graffito con il tetragramma "D10s" dedicato a Maradona dai seguaci della Iglesia Maradoniana.

La Iglesia Maradoniana (Chiesa di Maradona) è una religione fondata da Hernán Amez, Héctor Capomar, Alejandro Verón, Federico Canepa a Rosario, in Argentina.
calciatore argentino Diego Armando Maradona, da loro considerato il migliore al mondo nonché dio del calcio.

## Storia
La religione nacque il 30 ottobre 1998 (il giorno del trentottesimo compleanno di Maradona) nella città di Rosario quando due giornalisti argentini, Hernán Amez e Alejandro Verón, incominciarono per scherzo a festeggiare il giorno della nascita di Diego Maradona come se fosse il giorno di Natale. Ai due si aggiunse Héctor Capomar e, nell'anno successivo, Federico Canepa. Furono questi quattro a inventare (sempre in maniera goliardica) e a rendere pubblica nel 2001 la nuova religione, sancendo l'inizio dell'Era Maradoniana nel 1960 come "anno 0": il 2024 è quindi considerato il 64 D.D. (Despues de Diego, Dopo Diego).
Questo "culto" peculiare conta oltre 820.000 seguaci iscritti in più di 60 paesi nel mondo e 600 città (in maggioranza in Argentina), tra i quali altri calciatori illustri come Ronaldinho, Michael Owen, Riquelme e Lionel Messi, altri personaggi famosi come Emanuel Ginóbili, nonché lo "scopritore" di Maradona, Francisco Cornejo.
Lo stesso Maradona, a proposito dell'adorazione nei suoi confronti, ha dichiarato:: 

## Dottrina
Il maradonianesimo è visto come un tipo di sincretismo, con base fondante nella passione per il gioco del calcio e per Maradona: ciò giustifica il fatto che la divinità non sia qualcosa di immateriale, ma un semplice mortale che gioca (divinamente, secondo il dogma) a calcio. Ciò non si scontra con la religione, in particolare quella cristiana praticata da buona parte dei maradoniani: come ha avuto modo di dire uno dei fondatori, Alejandro Verón: "Noi abbiamo un Dio razionale e un Dio passionale, che è sempre Diego Maradona".
Lo scopo del credo è quello di mantenere vivo il ricordo e il piacere dato dalle giocate del D10s Maradona (tetragramma formato dalla parola spagnola Dios (Dio) fusa con il numero 10 della maglia del giocatore argentino).

### Sacramenti e Festività
La religione ha fatto propri parte dei sacramenti e delle festività cristiani, modificandoli in modo da rendere onore al D10s:
- il Battesimo di un nuovo credente avviene giurando sull'autobiografia del giocatore, Yo soy el Diego[1];
- il Matrimonio avviene giurando sul libro e su un pallone da calcio: è presente anche lo scambio degli anelli davanti ad un poster di Maradona[1]. Il primo matrimonio di questo genere è stato celebrato il 22 novembre 2006 tra Mauricio Bustamante e Jaquelin Veròn[1];
- il Natale viene festeggiato la notte tra il 29 e il 30 ottobre di ogni anno: nel 2003 assistette alla cerimonia una delle figlie di Maradona, Dalma[2][3];
- la Pasqua viene celebrata il 22 giugno, giorno in cui si giocò nel 1986 la partita Argentina-Inghilterra, nella quale Maradona segnò il gol della Mano de Dios[1].

## Preghiere
Anche le preghiere, così come buona parte del credo, sono parodie del cristianesimo.

### Il Diego nostro
Diego nostro che sei nei campi, sia santificato il tuo sinistro. Venga a noi il tuo calcio, siano esaltati i tuoi gol, come in cielo così in terra. Dacci oggi la nostra dose quotidiana, perdona gli inglesi Non ci indurre in fuorigioco e liberaci da Havelange e Pelé, Diego